# Palanîkî, Horodok
Palanîkî (în ucraineană Паланики) este un sat în comuna Tatarîniv din raionul Horodok, regiunea Liov, Ucraina.

## Demografie
Componența lingvistică a localității Palanîkî
     Ucraineană (100%)
Conform recensământului din 2001, toată populația localității Palanîkî era vorbitoare de ucraineană (100%).